# Addo Stuur
Addo E. P. R. Stuur (Den Haag, 24 maart 1953 – Málaga (Spanje), 13 oktober 2021) was een Nederlandse schrijver van computerboeken en ontwikkelaar van educatieve software en de Nederlandstalige programmeertaal SuperLogo. Veel van de boeken van Addo Stuur richten zich op de beginnende computergebruikers, zowel jong als oud.

## Loopbaan
Na het voortgezet onderwijs werkte Stuur onder andere als groepsleider in een kindertehuis. Dat bracht hem tot een studie orthopedagogiek en hij haalde zijn doctoraal examen Sociale Wetenschappen in Leiden in 1984. Hij schreef zijn eerste boeken naast zijn werk als orthopedagoog bij het Pedologisch Instituut Rotterdam, maar in 1994 vestigde hij zich als zelfstandig ondernemer, eerst in Rotterdam en later in Hoorn. Naast educatieve boeken ontwikkelde Addo Stuur, veelal samen met Eric Jan van Dorp, ook educatieve software. Het bekendste voorbeeld daarvan is de succesvolle cd-rom reeks genaamd Edurom, waarvan meer dan 1 miljoen exemplaren werden verkocht. De boeken en software werden uitgegeven door uitgeverij AW Bruna in Utrecht. 
Eind 2000 richtte Addo Stuur uitgeverij Visual Steps op. Hij verkocht zijn belangen in die uitgeverij in 2006, stopte met het schrijven van computerboeken en verhuisde naar Bonaire. Daar opende hij een boeken- en speelgoedwinkel: Addo's Books, Toys, Office Supplies. 
In het voorjaar van 2021 maakte Stuur bekend dat hij (wederom) samen met Eric Jan van Dorp de educatieve Edurom-serie nieuw leven zou inblazen, ditmaal als online software. De ingebruikname van Edurom staat gepland voor medio 2022.
In het najaar van 2021 werd bekend dat Stuur ongeneeslijk ziek was. Hij overleed op 13 oktober in het Spaanse Málaga.

## Beknopte bibliografie
- Tekstverwerking op de BBC-computer (1985)
- Windows voor kinderen (1992)
- Programmeren voor kinderen met SuperLogo voor Windows (1994)
- Muizen met Nijntje (1997)
- Windows 98 voor senioren (2000)
- Windows met het toetsenbord (2002)
- Smalfilms digitaliseren (2006)